# Y Combinator

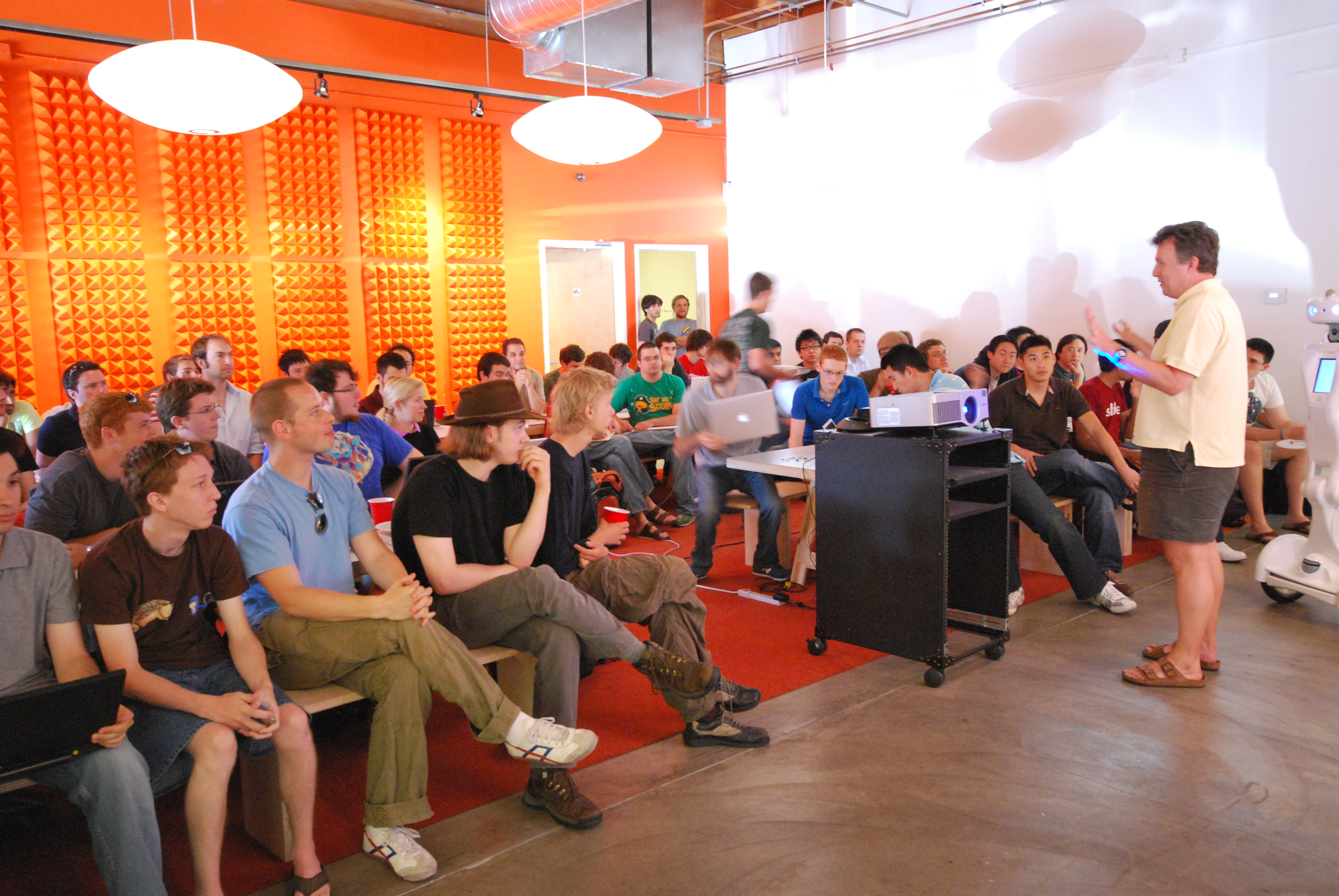
2009年夏保罗·格雷厄姆在Y Combinator Prototype Day谈论

Y Combinator（簡稱YC）成立於2005年3月，是一家以投資種子階段初創公司為業務的創投公司。與傳統的創投公司不同，Y Combinator比較像一個初創公司團隊的「孵化器」，並以孕育創業公司為目標的「訓練營」；他們不只會向初創公司提供一定金額的種子基金，而且會給予他們創業建議，以及每年舉行兩次，每次為期三個月的「課程」，以讓參加了的創業團隊增強他們的執行能力。Y Combinator會收取初創公司的總資產淨值的平均6個百分比的資金作為回報。
Y Combinator以獨特投資方式運作，《連線》雜誌稱Y Combinator為「一個給的初創公司新兵訓練營」和「一個給萌芽中的數碼企業家，而且聲望很高的計劃」；而公司創辦人保罗·格雷厄姆亦被稱為「新一代企業家的導師」。

## 公司特色
對比起其他傳統的創投公司，Y Combinator只向它的投資目標公司提供相對很少的資金。如只有一位創辦人，它們會投入14000美元；兩位則會投入17000美元；而3位或以上則會投入20000美元。這顯示了Y Combinator創辦人保罗·格雷厄姆個人所提出的理論：在現今自由軟件和Web 2.0網頁充斥的年代中，用來尋找IT初創公司的成本已大幅的減低。同時，Y Combinator認為當一家初創公司只是以小量的資金創業時，創業團隊從投資者手中得到的公司運作權力將相對較大；而這亦是格雷厄姆的個人理念哲學：一般的投資公司的目的只是要從創業公司中賺取金錢，但保羅比較偏向協助創業團隊，幫助程序員從他們手中重新取得主導權。。

### 初創公司課程
Y Combinator在每年都會舉辦兩次為期三個月的「課程」，在課程期間會接受諮商輔導等等。除此之外，Y Combinator亦會舉行每星期一次晚餐聚會，所有該期課程的參與團隊會聚在一起互相分享感想和交流心得，或會請來成功的創業家到場演講；另外亦有一個被稱為「Office Hour」的會議，參與團隊需要直接和創辦人保羅·格雷厄姆或Y Combinator的合作夥伴會談，而且受面試的團隊要接受嚴格的檢視。
在課程的最後Y Combinator會定立一天為演示日，在當天美國矽谷的天使投資者以及其他風險投資公司將會到場觀看各個初創公司的產品演示。而出席的投資者包括有規模較大的投資公司如紅杉資本、以至一些個人天使投資者如美國演員艾希頓·庫奇等等。

### 申請過程
Y Combinator每年會有兩次的接受申請：每個申請的團隊需呈上一份文字計劃書，以及需要團隊親自飛抵美國山景城總部以接受一個十分鐘的會面面試，而Y Combinator將會資助團隊的旅程費用。公司會在眾多的申請中篩選出數十個團隊到該輪之中。根據格雷厄姆在2011年10月11日在他的Twitter個人頁面表示，Y Combinator每分鐘收到超過一份的申請，可見希望加入Y Combinator的創業團隊數量之多。
Y Combinator每輪的課程加入申請的接受比率大約位處於2.5至3.5個百分比之間。

## 公司歷史
Y Combinator成立于2005年3月，由著名程序員及部落格作家保罗·格雷厄姆聯同與他共同創辦網絡應用Viaweb的創辦人：罗伯特·莫里斯、特雷弗·布莱克威尔和他的妻子杰西卡·利文斯顿共同創立。公司的名稱以函數式編程理論「Y組合子」（Y Combinator）理論為名。
自成立以來到2008年，Y Combinator曾在兩個美國城市：麻省劍橋市和加州山景城輪流舉辦課程；但自2009年1月開始，所有未來的課程地點會永久轉到矽谷。
2009年，Y Combinator與創投公司紅杉資本和數個天使投資者如Ron Conway、Paul Buchheit及Aydin Senkut等等，以合作伙伴方式為年輕的初創團隊投入更多的資金。從數年後的2011年開始，俄羅斯風險投資者尤里·米爾納（Yuri Milner）和矽谷小型風險投資公司SV Angel向Y Combinator裡的每個創業公司投資15萬美元的可換股票據。
那年后期，应禁止网络盗版法案（SOPA）待美国国会的广泛支持，格雷厄姆宣布，在Y Combinator的演示日上没有任何支持SOPA的公司代表是受到欢迎的，并呼吁初创公司协助抵制SOPA的支持者。
2014年，Sam Altman 接任Y combinator，設立「成長基金」，投資從YC畢業的成長型公司。
2019年11月，Y Combinator宣布将撤出中国市场，聚焦回美国本土市场；原YC中国团队将改为运营由陸奇创立的初创基金奇绩创坛。
为适应COVID-19大流行，Y Combinator于2020年夏季远程开展了其系列活动。在2022年1月，呈现了一份经过修订的标准交易，金额为500,000美元，其中包括为公司章程资本的7%份额支付125,000美元，以及通过无限安全机制付额外375,000美元，包括最大利益国（NBN）条款。接下来2022年夏天，创业公司的数量刻意减少了40%，从414家公司减少到250家。
到2023年1月，哈里·坦接任了总裁和首席执行官一职，接替了杰夫·拉尔斯通。坦从2011年到2015年是YC的合作伙伴，此前在2008年参加了加速计划。坦的领导标志着YC连续成长基金的停止活动。YC在2023年春季将其总部从Mountain View搬到了旧金山。
哈里·坦计划在2024年为YC筹集2十亿美元的新资本。
到2024年3月，塞贝尔离开了执行总监的岗位。

## 公司人物
Y Combinator由保罗·格雷厄姆和Viaweb的联合创始人罗伯特·莫里斯、特雷弗·布莱克威尔，以及杰西卡·利文斯顿（后来成为保罗·格雷厄姆的妻子）创立于2005年3月。2010年初期，Harj Taggar作为顾问加入Y Combinator（他是投资Auctomatic的创始人之一）。2010年9月，支持Reddit的亞歷克西斯·瓦尼安加入Y Combinator。2010年11月，Gmail创造者保罗·布赫海特以及Taggar任命名为合作伙伴。 2011年1月，Y Combinator加入了Posterous联合创始人陳嘉興驻站设计师。2018年8月，Y Combinator宣布进入中国，并聘请了前百度首席运营官陆奇担任中国区的首席执行官，他还将加入YC的全球研究院担任院长。

## 著名投資公司
截至2011年6月，Y Combinator资助了316  家初创公司。资助的初创公司的数量在每个周期已逐渐增多。第一个周期，在2005年夏天，有8个创业公司。在2012年夏天的周期中，有80多名。但是2013冬季批次下降到50不到，但预计会再次增长。
一些较知名的投资的公司，包括Scribd，Reddit，Airbnb，Dropbox，DISQUS，Posterous。 
格雷厄姆在一次訪問中表示，經過Y Combinator「孵化」的創業公司平均的公司資產總值大約有2240萬美元。

## 外部連結
- Y Combinator
- Y Combinator Universe - Collection of information about Y Combinator and Y Combinator-funded companies.
- The Future of Venture Capital and High-Tech Entrepreneurship - Talk given at 史丹佛大學 by Paul Buchheit from Ycombinator. (视频存档)